# Романович, Иван Константинович
Иван Константинович Романович (род. 22 сентября 1958 года) — российский учёный, специалист в области радиационной гигиены, член-корреспондент РАН (2016), академик РАН (2019).

## Биография
Родился 22 сентября 1958 года.
В 1985 году — с отличием окончил Военно-медицинскую академию имени С. М. Кирова (ВМА), факультет подготовки врачей для Военно-Морского Флота.
С 1985 по 1990 годы — проходил службу в Вооруженных Силах в санитарно-эпидемиологических отрядах Тихоокеанского флота.
В 2003 году — защитил докторскую диссертацию, тема: «Гигиеническая оценка риска нарушений здоровья у ликвидаторов аварии на Чернобыльской АЭС и меры их профилактики».
В 2009 году — присвоено учёное звание профессора.
С 1990 по 1993 года — учёба в адъюнктуре при кафедре Военно-морской и радиационной гигиены ВМА; с 1993 по 2001 годы — научный сотрудник, начальник научно-исследовательского отдела «Всеармейский регистр» ВМА, после чего был демобилизован.
С 2001 по 2003 годы — заместитель директора по научной работе Северо-Западного научного центра гигиены и общественного здоровья.
С 2003 года по настоящее время — директор Санкт-Петербургского НИИ радиационной гигиены имени профессора П. В. Рамзаева.
В 2016 году — избран членом-корреспондентом РАН.
В 2019 году — избран академиком РАН.

## Научная деятельность
Специалист в области радиационной гигиены.
Направления научных исследований и достигнутые результаты:
- провел оценку эффективных доз облучения и дал комплексную оценку рисков нарушения здоровья военнослужащих, участвовавших в ликвидации последствий аварии на ЧАЭС;
- предложил и обосновал критерии перевода населенных пунктов, отнесенных к зоне радиоактивного загрязнения в результате аварии на ЧАЭС, к условиям нормальной жизнедеятельности;
- обосновал и реализовал систему мониторинга радиационной обстановки в период развития аварии на АЭС «Фукусима-1» в субъектах Дальневосточного федерального округа Российской Федерации;
- обосновал, разработал и внедрил концептуальные научные основы деятельности санитарно-эпидемиологической службы по обеспечению радиационной безопасности и противодействию радиационному терроризму (в период подготовки и проведения массовых спортивных мероприятий (летней Универсиады в Казани (2013), зимних Олимпийских игр в Сочи (2014)).

Под его руководством выполнено и защищено 2 докторских и 4 кандидатских диссертаций.